# 226
226. је била проста година.

## Догађаји
- Александар Север и Гај Ауфидије Марцел - Римски конзули
- У Ирану је успостављена династија Сасанида (226-651), коју је представљао Ардашир Папакан (око 180-241).
- Пад Партског царства.
- Успон на власт цара Веи Минг-Дија (владавина: 226-239).